# Kuala Sungai Jeruju
Kuala Sungai Jeruju is een bestuurslaag in het regentschap Ogan Komering Ilir van de provincie Zuid-Sumatra, Indonesië. Kuala Sungai Jeruju telt 1723 inwoners (volkstelling 2010).